# Bulbophyllum torquatum
Bulbophyllum torquatum là một loài phong lan thuộc chi Bulbophyllum.